# Bredstedt
Bredstedt (dolnoniem. Breedsteed, fryz. Bräist, duń. Bredsted) − miasto w Niemczech, w kraju związkowym Szlezwik-Holsztyn, w powiecie Nordfriesland, siedziba urzędu Mittleres Nordfriesland oraz gminy Reußenköge.

## Współpraca
- De Witt, USA
- Krzyż Wielkopolski, Polska[1]